# Малик-Манастир
Ма́лик-Манасти́р (болг. Малък манастир) — село в Ямбольській області Болгарії. Входить до складу общини Єлхово.

## Населення
За даними перепису населення 2011 року у селі проживали 513 осіб.
Національний склад населення села:
| Національність   | Кількість осіб | Відсоток |
| ---------------- | -------------- | -------- |
| болгари          | 488            | 96,6%    |
| цигани           | 8              | 1,6%     |
| турки            | 0              | 0%       |
| інша             | 9              | 1,8%     |
| не визначились   | 0              | 0%       |
| Всього відповіли | 505            |          |

Розподіл населення за віком у 2011 році:
Динаміка населення: